# موساگیتوو
موساگیتوو (انگلیسی: Musagitovo) یک شهرک در شهرستان داولکانوفسکی در استان باشقیرستان کشور روسیه است.